# Levi Stubbs
Levi Stubbs, all'anagrafe Levi Stubbles (Detroit, 6 gennaio 1936 – Detroit, 17 ottobre 2008), è stato un cantante e baritono statunitense.
Membro storico e voce solista dei Four Tops, in Italia fu conosciuto essenzialmente per aver prestato la voce alla pianta aliena Audrey II nel film musicale La piccola bottega degli orrori del 1986.